# رودوزم
رودوزم شهری در استان اسمولیان کشور بلغارستان است که جمعیت آن در سال ۲۰۰۱ میلادی ۴٬۳۶۱ نفر بوده‌است.